# Winstonville
Winstonville es un pueblo del condado de Bolivar en el estado de Misisipi (Estados Unidos). En el año 2000 tenía una población de 319 habitantes en una superficie de 0.8 km², con una densidad poblacional de 423.6 personas por km².

## Geografía
Winstonville se encuentra ubicado en las coordenadas 33°54′42″N 90°45′10″O / 33.91167, -90.75278. Según la Oficina del Censo, el pueblo tiene un área total de 0,8 km² (0,3 mi²), de la cual 0,8 km² (0,3 mi²) es tierra y 0 km² (0 mi²) es agua.

### Localidades adyacentes
El siguiente diagrama muestra a las localidades en un radio de 16 kilómetros (9,9 mi) de Winstonville.

## Demografía
Para el censo de 2000, había 319 personas, 116 hogares y 77 familias en la localidad. La densidad de población era 423.6 hab/km².
En el 2000 la renta per cápita promedia del hogar era de $ 11.125 y el ingreso promedio para una familia era de $17.000. El ingreso per cápita para la localidad era de $6.269. En 2000 los hombres tenían un ingreso per cápita de $17.917 contra $11.875 para las mujeres. Alrededor del 45.6% de la población estaba bajo el umbral de pobreza nacional.